# Samlout
Samlout là một huyện (srok) của tỉnh Battambang, một tỉnh ở tây bắc Campuchia.

## Hành chính
Huyện này được chia thành 7 xã (khum).

### Xã và làng
| Khum (xã)    | Phum (làng) |
| ------------ | --- |
| Ta Taok      | OU Nonoung, Ou Kroach, Ou Traeng, Peam Ta, Peam, Ou Ta Teak, Ta Tok, Veal Rolueum, Phnum Rai                           |
| Kampong Lpou | Svay Chrum, Ou Daem Chek, Kampong Lpov, Ou Choam Kandal, Ou Choam Kraom, Ou Choam Leu, Kandal, Stueng Touch, Prey Thum |
| Ou Samrel    | Ou Rumchek Kraom, Ou Rumchek Leu, Chamlang Romeang Kraom, Chamlang Romeang leu, Ou Samrael Kraom, Ou Samrael Leu       |
| Sung         | Chamkar Chek, Kandal, Kanh Chaang, Sre Reach, Shoung Muoy, Shuong Pir                                                  |
| Samlout      | Chhar RoKar, Kantuot, Ou Chrab, Samlout, Srae Andoung Muy, Bueng Run                                                   |
| Mean Cheay   | Sre Sdao, Kampong Touk, Sre Chi Pao, Kam Chat, Ambib, Ta Non                                                           |
| Ta Sanh      | Anlong Pouk, Doun Troek, Ou Sngout, Ou Tontim, Prey Rumchek, Ta Sanh Khang Chhueng, Ta Sanh Khang Tboang               |